# Puya tunarensis
Puya tunarensis är en gräsväxtart som beskrevs av Carl Christian Mez. Puya tunarensis ingår i släktet Puya och familjen Bromeliaceae. Inga underarter finns listade i Catalogue of Life.